# امیر پارسی
امیر پارسی متولد سال ۱۳۳۴, بازیگر کمدی اهل ایران است. عمده شهرت وی برای بازی در نقش اوستا یا آمیرزا در مجموعهٔ عبدلی و اوستا است. وی دبیر بازنشسته ریاضی در مقطع دبیرستان و پیش دانشگاهی بوده واز سال ۱۳۵۳ درتئاتر فعالیت دارد. وی در سریال اشتباه در اشتباه، با زبان بی‌زبانی، حسام‌الدوله (بی‌خبر) ۱۳۶۳ و جمعه ایرانی به ایفای نقش پرداخته و در برنامه بهارانه رادیو تهران نیز همکاری داشته و در برنامه جمعه رادیو ایران نیز همکاری دارد